# 全日本ジュニアクラシック音楽コンクール
全日本ジュニアクラシック音楽コンクール（ぜんにほんジュニアクラシックおんがくコンクール、英語：Junior Classical Music Competition in Japan）は、東京国際芸術協会主催のコンクールの1つであり、第1回開催（1983年）から毎年開催されている。

## 概要
情熱、向上心を持って夢に邁進する若い芸術家達を応援することを目指して設立された。
また、入賞者は、サントリーホール・ブルーローズで行われる披露演奏会に出演し、副賞として東京国際芸術協会主催の様々な事業の斡旋、協奏曲の演奏などがある。また、海外のマスタークラス参加やデビューリサイタルの支援制度もある。
学費免除の推薦にはウィーン国立音楽大学マスタークラス、ロシア国立モスクワ音楽院マスタークラス、ドイツ国立シュトゥットガルト音楽大学教授マスタークラス、スイス国立チューリッヒ芸術大学教授によるマスタークラス、ヨーロッパ国際マスタークラスなどがある。

## ルール
- ピアノ、弦楽器、木管楽器、金管楽器、声楽部門
  - コンクール出場資格は大学生以下。課題曲はなく、自由曲で応募できる。
  - 本選は予選と別の曲を演奏する。（異なる楽章での演奏、楽章の追加は可能）。全国大会は予選、本選と同じ曲でも可能。
  - 予選、本選を同日開催する場合も多い。
- 作曲ソロ部門、作曲室内楽部門
  - コンクール出場資格は大学生以下。予選は譜面審査が行われ、予選を通過すると本選で演奏審査となる。

## 受賞者
- 1984年　第01回
- 1985年　第02回
- 1986年　第03回
- 1987年　第04回
- 1988年　第05回
- 1989年　第06回
- 1990年　第07回
- 1991年　第08回
- 1992年　第09回
- 1993年　第10回
- 1994年　第11回
- 1995年　第12回
- 1996年　第13回
- 1997年　第14回
- 1998年　第15回
- 1999年　第16回
- 2000年　第17回
- 2001年　第18回
- 2002年　第19回
- 2003年　第20回
- 2004年　第21回
- 2005年　第22回
- 2006年　第23回
- 2007年　第24回
- 2008年　第25回
- 2009年　第26回
- 2010年　第27回
- 2011年　第28回
- 2012年　第29回
- 2013年　第30回
- 2014年　第31回
- 2015年　第32回
- 2016年　第33回
- 2017年　第34回
- 2018年　第35回
- 2019年　第36回